# إم فور في
ملف m4v هو ملف مطور من طرف شركة آبل, ملف الفيديو قريب جدا إلى صيغة MP4
الخلافات الموجودة هي وجود حماية حق المؤلف DRM.ومعالج الصوت (دولبي ديجيتال) AC3 التي ليست موجودة في MP4
آبل تستخدم لترميز ملفات M4V الحلقات التلفزيونية، والأفلام، وأشرطة الفيديو والموسيقى في آي تيونز
لتشغيل ملف M4V المحمية، يحتاج الكمبيوتر إلى أن يؤذن باستخدام آي تيونز
مع الحساب الذي تم استخدامه لشراء شريط الفيديو.
وبالإضافة إلى آبل آي تيونز وآبل كويك تايم بلابر، ويمكن أيضا أن تفتح ملفات M4V، وقراءة مع الإصدار من ويندوز ميديا بلاير، VLC